# Aristide Menezes
Aristide Menezes né en 1947 et mort le 7 février 1994 à Lisbonne au Portugal, il était une personnalité politique de Guinée-Bissau qui dirigeait le Front démocratique, le premier parti d'opposition à être légalisé.

## Carrière
Menezes a aidé à organiser les premières manifestations publiques après que le président Joao Bernardo Vieira a pris le contrôle en 1980 lors d'un coup d'État contre le premier gouvernement post-indépendance du pays, au pouvoir depuis 1975.
Il est décédé après une longue maladie à Lisbonne, au Portugalet  il laissent derrière lui une femme et sept enfants.